# 荷席稲荷神社
荷席稲荷神社（かせきいなりじんじゃ）は、岐阜県海津市平田町三郷にある稲荷神社である。

## 概要
この地は、洪水による水害が絶えず、かって所在した仏師川村、今尾町、三郷村、西島村の村境に、土を大人の背丈の2倍ほどに盛り上げ助命壇という避難所が所在した。

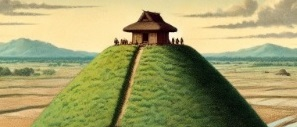
室町時代の荷席稲荷神社（2024年ChatGPT作成）

この森に、早川氏一族並びに地域社会全般の守護神として、早川氏が京都の伏見稲荷大社から分霊を勧請したのが、始まりと伝えられている。農地解放により、神社の現在地に所在した多くの米蔵は、各村々に曳家されて更地になった。そこに小高い丘を造営した上で、遷座され、今日に至る。

## 歴史
早川氏は、第59代宇多天皇（887年-890年）、第58代光孝天皇第三子に源を発し、佐々木源氏をして近江の栄え、佐々木氏信が、早川但馬守となり、早川を名乗った。
九代目の孫早川兼明左近が、1555年（弘治元年）小尻村新田開発の為、地頭として、この地にきた。
なお、農地解放で早川氏の所有地は、早川家住宅だけとなった。明け渡された助命壇は、耕地整理までは、毎年耕作者が入れ替わる入会農地となった。
神社の所在した助命壇は、昭和30年代前半の高須輪中の大耕地整理により、消滅して水田となった。耕地整理は、大江村地区（海津町）の大部分を占める池々を水田に干拓するものだった。そのために、農繁期に上流部の田畑から、また、水路も何倍も拡幅し、背丈ほど深く掘り下げるなど、埋め立てに必要な土を確保して、トロッコ列車で運ぶ大規模な事業であった、

## 御神徳
遠近より参拝する崇敬者は霊験あらたかにして家内安全、五穀隆盛、家業繁栄、学問成熟の御神徳にあづかりえたのは、御祭神の広大無辺の御神威の尊きに因るものである。。

## 境内
- 本殿
- 千本鳥居
- 手水舎

## 立地

### 所在地
早川家住宅に隣接し、その東に所在する。
- 岐阜県海津市平田町三郷大尻

### 周辺の施設等
- 千代保稲荷神社 と門前町 - 海津市平田町須脇
- 早川家住宅 - 国の重要文化財
- 本阿弥新田助命壇 - 海津市海津町本阿弥新田、水害の絶えなかったので、住民の救済のために造った避難所である。
- 平田公園 (海津市)  - 海津市平田町須脇
- 大榑川堤の桜並木 - 海津市平田町三郷車戸
- 養老公園 - 養老町　親孝行の功徳が、語り継がれる養老の滝が所在する。
- 国営木曽三川公園　木曽三川公園センター - 海津市海津町油壷
- 治水神社・千本松原【海津市海津町油壷】木曽三川の宝暦治水をした薩摩藩家老の平田靭負（ひらた ゆきえ）を祭る。
- 行基寺 - 海津市南濃町にある松平家の菩提寺-美濃地区が一望できることで、この地区の遠足先になっている。
- 南宮大社 - 大垣市・神社本庁の別表神社。関ケ原市、関ケ原の戦いで島津藩が陣を張った南宮山の山麓に鎮座することから、西美濃地区の受験の神様。美濃で最大規模の神社であり、建物は、国の重要文化財である。

### 交通アクセス
電車・バス
- 名古屋・岐阜方面からは、名鉄名古屋本線笠松駅下車、笠松駅より名鉄竹鼻線・名鉄羽島線に乗車し、新羽島駅で下車[海 1]。
- JR東海道新幹線岐阜羽島駅で下車。
  - 海津市コミュニティバス「海津羽島線」に乗車し、「お千代保稲荷」下車[海 1]。

- 三重方面からは、養老鉄道石津駅下車[海 2]。
  - 　石津駅より、海津市コミュニティバス「岐阜羽島行き」に乗車し、「お千代保稲荷」下車[海 2]。

- 名阪近鉄バス
  - 海津線（大垣駅前乗車～今尾・海津市役所下車）[海 3]、停留所よりタクシー。
  - 名古屋駅（新幹線口）JRハイウエイバス（４）乗り場からにしみのライナーに乗車し「安八」下車。リレーバスに乗車して「お千代保稲荷」下車。[海 2]

自動車
- 名神高速道路安八スマートインターチェンジより車で約15分[海 4]。

：無料駐車場（20台）あり

## その他
町内を始め近郷の崇敬者から多大な寄進を得て、整備をされている神社である。桜と千本鳥居でインスタ映えすると、立ち寄られる。